# Josef Jakob
Josef Jakob (n. 11 septembrie 1939, în satul Carani, comuna Sânandrei, județul Timiș, România) este un fost jucător (extremă dreaptă) și antrenor de handbal german, născut în România.

## Biografie
După terminarea școlii generale din satul natal (unde a jucat handbal pentru prima dată în clasa a VI-a), Jakob urmează cursurile Liceului pedagogic din Timișoara.
Antrenorul Alexander Hof-Codreanu l-a dus la Electromotor Timișoara în 1955, de unde s-a transferat apoi la Progresul Timișoara în același an, cu antrenor și cu ceilalți jucători, după ce secția de handbal de la Electromotor a fost desființată.
În 1957 se trece la Tehnometal Timișoara, unde l-a avut ca antrenor pe Adam Fischer din Tomnatic. După scurt timp a fost selecționat pentru prima dată în echipa națională de juniori a României, pentru care a jucat două meciuri în Polonia.
În 1962 echipa armatei din București, Steaua, îl convinge să i se alăture pentru participarea la Spartachiada militară de vară. Rămas la Steaua după Spartachiadă, cucerește cu această echipă campionatul național în sezonul 1962/63. În 1964 este membru al echipei naționale de seniori care câștigă titlul mondial la Praga, iar în 1968 câștigă cu Steaua Cupa Campionilor Europeni. În același an, Jakob (împreună cu Gheorghe Gruia) este ales în selecționata lumii. Din 1968 până în 1971, Steaua (cu Jakob în echipă) a devenit campioană națională de 4 ori.
Jakob a jucat 45 de meciuri pentru echipa națională a României și a marcat 121 de goluri.
În 1971, Jakob a rămas în RFG (motiv pentru care a fost condamnat la 5 ani închisoare pentru dezertare), unde a activat ca jucător-antrenor timp de 4 ani.
Ulterior a jucat/antrenat echipele HTV Remscheid și RTV Remscheid. Din 1979 a fost antrenor la echipa TS Esslingen. Alte echipe antrenate de el sunt: Wernauer Sportfreunde,  Neuhausen-Fildern, Bernhausen, RSK Esslingen, TSV Denkendorf. La această echipă din urmă și-a încheiat cariera de antrenor în 1999.

## Distincții
1964: Maestru emerit al sportului